# Stanislao II Augusto Poniatowski
Stanislao II Augusto di Polonia (Voŭčyn, 17 gennaio 1732 – San Pietroburgo, 12 febbraio 1798) è stato l'ultimo re di Polonia e granduca di Lituania della Confederazione delle Due Nazioni.
Nato nella medio-ricca aristocrazia polacca, Poniatowski arrivò come diplomatico alla corte imperiale russa a San Pietroburgo nel 1755 e si legò sentimentalmente alla futura imperatrice Caterina la Grande. Con la sua connivenza, fu eletto re di Polonia dalla Dieta polacca nel settembre 1764, dopo la dipartita di Augusto III.
Contrariamente alle aspettative, che lo volevano un semplice fantoccio in mano ai russi, Poniatowski tentò di riformare e rafforzare la vasta ma sofferente Confederazione. L’impegno profuso fu avvertito dalle vicine Prussia, Russia e Austria come una minaccia, poiché queste tre avevano tutte l'interesse a mantenere una Polonia-Lituania vacillante. Nel campo della politica interna, ebbe screzi, talvolta accesi, con l'ala conservatrice, che vedeva le riforme come una minaccia alle proprie libertà tradizionali e privilegi concessi nei secoli passati.
La crisi più acuta della prima parte della sua amministrazione riguardò la guerra della confederazione di Bar (1768-1772), che portò alla prima spartizione della Polonia (1772). A seguito di quest'ultimo evento, nel suo regno si assistette a una serie di riforme introdotte dal Grande Sejm del 1788-1792 e culminate con la promulgazione della Costituzione del 3 maggio 1791. I nuovi provvedimenti legislativi, che suscitarono vari mugugni da parte dell'aristocrazia più gelosa della propria invero elevatissima capacità d'azione, vennero aboliti anche per via dell'intervento della confederazione di Targowica e della guerra russo-polacca del 1792, la quale spianò direttamente le porte alla seconda spartizione (1793), all'insurrezione di Kościuszko (1794) e alla terza e ultima frammentazione (1795), che segnò la scomparsa della Confederazione come Stato autonomo nel continente. Privato di ogni potere significativo, Poniatowski abdicò nel novembre 1795 e trascorse gli ultimi anni della sua vita come prigioniero di lusso nel Palazzo di Marmo di San Pietroburgo.
Figura controversa nella storia della Polonia, viene criticato principalmente per la sua incapacità di opporsi in modo risoluto e prevenire le suddivisioni della sua nazione, che cancellarono la Polonia e la Lituania dalla cartina europea per oltre un secolo. Altri studiosi sottolineano però il suo ruolo di grande mecenate delle arti e delle scienze, circostanza che pose le basi per la costituzione della Commissione di educazione nazionale, il primo ministero dell'istruzione entrato in funzione al mondo, e anche per il suo incentivo a ultimare molti monumenti architettonici.

## Biografia

### Giovinezza

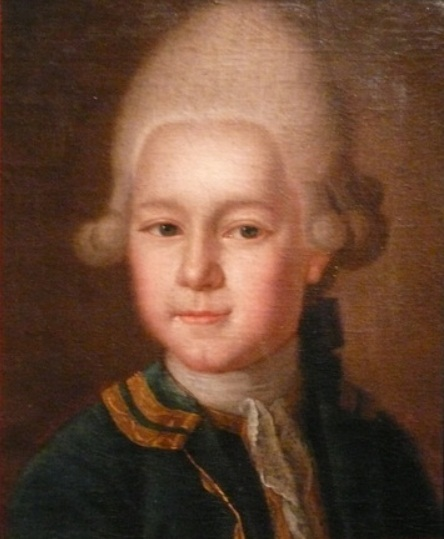
Stanislao a 14 anni

Stanisław Antoni Poniatowski nacque il 17 gennaio 1732 a Wołczyn, allora Confederazione polacco-lituana e oggi Bielorussia. Era uno degli otto figli sopravvissuti e il quarto figlio della principessa Konstancja Czartoryska e del conte Stanisław Poniatowski, affiliato al clan dei cavalieri Ciołek e castellano di Cracovia, che fece fortuna come servitore domestico in Lituania.
I suoi fratelli maggiori erano Kazimierz Poniatowski (1721-1800), un ciambellano di corte (Podkomorzy), Franciszek Poniatowski (1723-1749), canonico della Cattedrale del Wawel che soffriva di epilessia e Aleksander Poniatowski (1725-1744), ufficiale ucciso nella Renania-Palatinato durante la guerra di successione austriaca. I suoi fratelli minori erano Andrzej Poniatowski (1734-1773), un feldmaresciallo austriaco, Michał Jerzy Poniatowski (1736-1794) che divenne primate di Polonia. Le sue due sorelle maggiori, entrambe sposate, erano Ludwika Zamoyska (1728-1804) e Izabella Branicka (1730-1808). Tra i suoi nipoti figurava il principe Józef Poniatowski (1763-1813), figlio di Andrzej. Era inoltre un pronipote del poeta, cortigiano e presunto traditore Jan Andrzej Morsztyn e, grazie alla sua bisnonna Catherine Gordon, dama di compagnia della regina Maria Luisa Gonzaga, era imparentato con la Casa degli Stuart e quindi collegato alle principali famiglie di Scozia, Spagna e Francia. La famiglia Poniatowski aveva raggiunto uno status elevato tra la nobiltà polacca (szlachta) dell'epoca.
Trascorsi i primi anni della sua infanzia a Danzica, fu temporaneamente rapito da bambino per ordine di Józef Potocki, voivoda di Kiev, come rappresaglia per il sostegno di suo padre al re Augusto III e tenuto per alcuni mesi a Kam"janec'-Podil's'kyj. Venne poi rilasciato ai suoi genitori a Danzica e, in seguito, si trasferì con la sua famiglia nella capitale Varsavia. Inizialmente istruito da sua madre e poi da maestri privati, incluso l'ambasciatore russo Herman Karl von Keyserling, ebbe pochi amici nella sua adolescenza, sviluppando invece una passione per i libri che continuò per tutta la vita. Eseguì il suo primo viaggio all'estero nel 1748, con elementi dell'esercito imperiale russo mentre avanzava nella Renania per aiutare le truppe di Maria Teresa durante la guerra di successione austriaca che si concluse con il trattato di Aix-la-Chapelle (1748). Questo permise al giovane Poniatowski sia di visitare la città di Aquisgrana sia di viaggiare nei Paesi Bassi, mentre nel suo viaggio di ritorno sostò a Dresda.

### Carriera politica

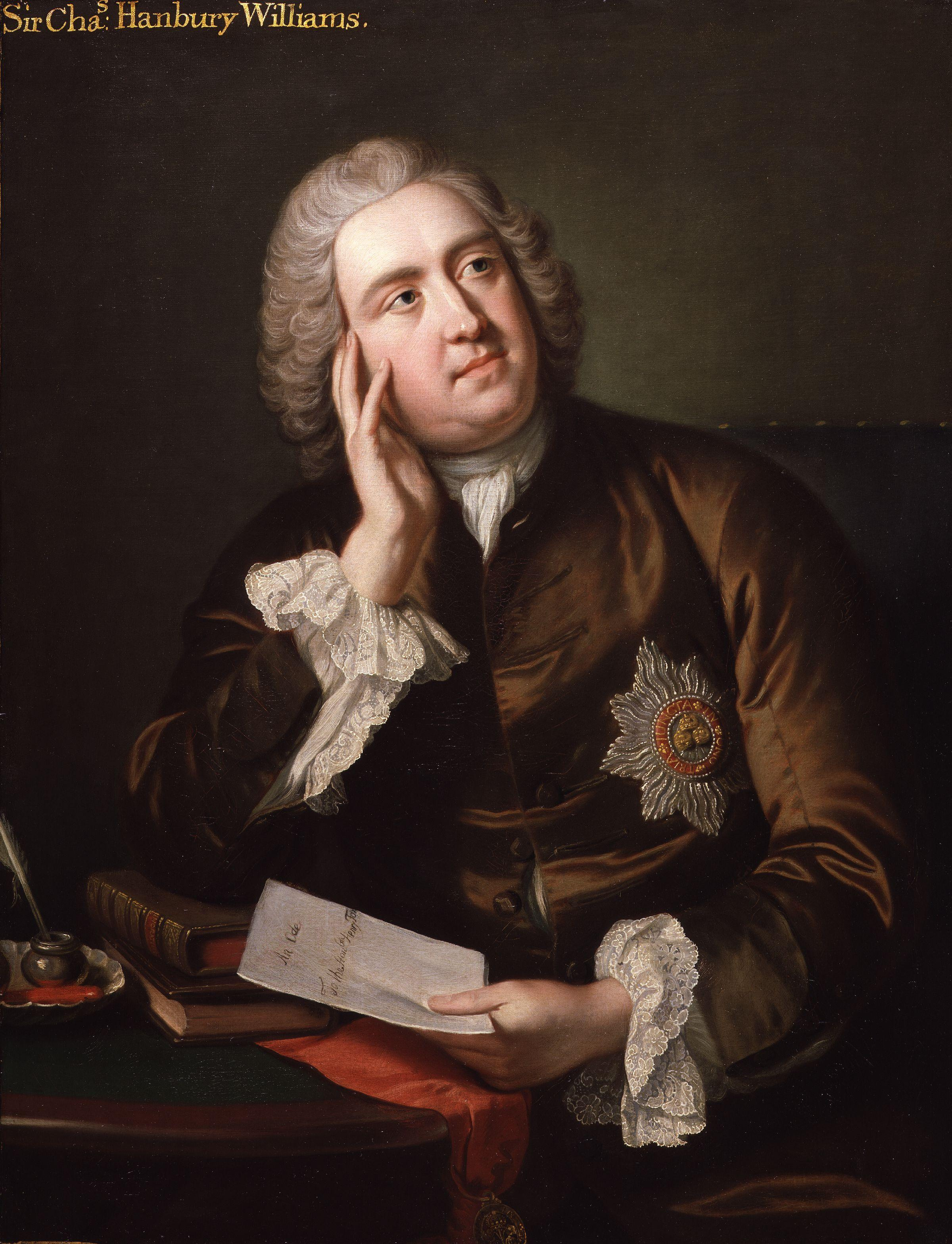
Sir Charles Hanbury Williams, mentore gallese di Poniatowski, di John Giles Eccardt

L'anno successivo Poniatowski divenne apprendista nell'ufficio di Michał Fryderyk Czartoryski, l'allora Vice Cancelliere della Lituania. Nel 1750 si recò a Berlino dove incontrò un diplomatico britannico, Charles Hanbury Williams, che divenne suo mentore e amico. Nel 1751, Poniatowski fu eletto al tribunale del Tesoro a Radom, dove prestò servizio come commissario: dodici mesi più tardi, trascorse gran parte del gennaio 1752 presso la corte austriaca di Vienna. L'anno seguente, dopo aver prestato servizio presso il tribunale di Radom e aver incontrato il re Augusto III di Polonia, fu eletto deputato del Sejm (parlamento polacco): mentre compieva questo percorso della sua carriera, suo padre si assicurò per lui l'importante titolo di starosta di Przemyśl. Nel marzo 1753 si recò in Ungheria e a Vienna, dove incontrò di nuovo Williams. Tornato poi in Olanda, incontrò molti membri chiave della sfera politica ed economica di quel paese, prima di approdare, alla fine di agosto, a Parigi, dove poco dopo il trasferimento entrò in contatto con esponenti dell'aristocrazia locale. A febbraio 1754 si recò in Inghilterra, dove trascorse alcuni mesi: fu lì che strinse rapporti amichevoli con Charles Yorke, il futuro Lord cancelliere di Gran Bretagna. Tornato nella Confederazione nello stesso anno, evitò tuttavia gli ambienti parlamentari, poiché i suoi genitori volevano tenerlo fuori dal furore politico che circondava l'influente famiglia degli Ostrogski (a seguito della cosiddetta Ordynacja Ostrogska, in virtù della quale i latifondi da loro posseduti andarono in mano ad altri nobili che ne contesero il possesso). Nel 1755 ricevette il titolo di Stolnik della Lituania.
Poniatowski doveva la sua ascesa e influenza ai suoi legami familiari con la potente stirpe dei Czartoryski e la loro fazione politica, nota come Familia, con la quale si era già interfacciato in varie occasioni negli anni passati. Fu proprio la Familia che lo mandò nel 1755 a San Pietroburgo al servizio di Williams, il quale aveva nel frattempo ricevuto l'incarico in qualità di ambasciatore britannico in Russia.

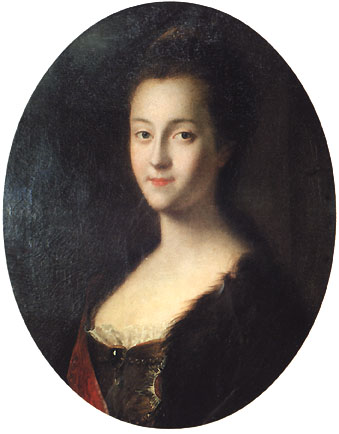
Granduchessa Caterina Alekseevna, 1745, di Louis Caravaque

A San Pietroburgo, Williams presentò Poniatowski alla 26enne Caterina Alekseevna, la futura imperatrice Caterina la Grande, con cui sarebbe poi entrato in confidenza e diventato suo amante. Sinceri o meno che fossero i suoi sentimenti per la nobildonna russa, appare probabile che anche Poniatowski abbia intravisto l'opportunità di sfruttare la relazione a proprio vantaggio, sfruttando l'influenza di lei per dare un nuovo impulso alla sua carriera.
Poniatowski dovette lasciare San Pietroburgo nel luglio 1756 a causa di un intrigo di corte. Attraverso l'influenza combinata di Caterina, dell'imperatrice russa Elisabetta e del cancelliere Bestužev-Rjumin, Poniatowski poté rientrare alla corte russa in qualità di ambasciatore per conto della Sassonia nel gennaio successivo. Sempre nella capitale dello Zarato, pare fosse stato fonte di intrighi tra vari governi europei, tra cui alcuni a favore della sua nomina, altri invece contrari. Alla fine, Poniatowski lasciò la città il 14 agosto 1758.
Il nobile partecipò ai Sejm del 1758, 1760 e 1762 e continuò la sua affiliazione con il partito della Familia, sostenendo una posizione filo-russa e anti-prussiana in patria. Suo padre morì nel 1762, lasciandogli una modesta eredità; al contempo, salita Caterina alla carica suprema in Russia, questa si prodigò per inviare diverse lettere in cui dichiarava ad alcuni funzionari stranieri il suo sostegno a Poniatowski nella sua ascesa al trono confederato, sottolineando però la necessità per il polacco di stare lontano da San Pietroburgo. Tuttavia, Poniatowski sperava che la zarina prendesse in considerazione la sua offerta di matrimonio, un'idea vista come plausibile da alcuni osservatori internazionali. Prese parte al fallito complotto della Familia finalizzato a un colpo di Stato contro re Augusto III: costretta a prendere una posizione, nell'agosto 1763 Caterina confidò tuttavia a lui e alla Familia che non avrebbe sostenuto un approccio aggressivo simile finché il re Augusto fosse stato in vita e avrebbe parteggiato per Poniatowski solo alla morte o alla rinuncia del sovrano.

### Regno

#### "Gli anni della speranza"

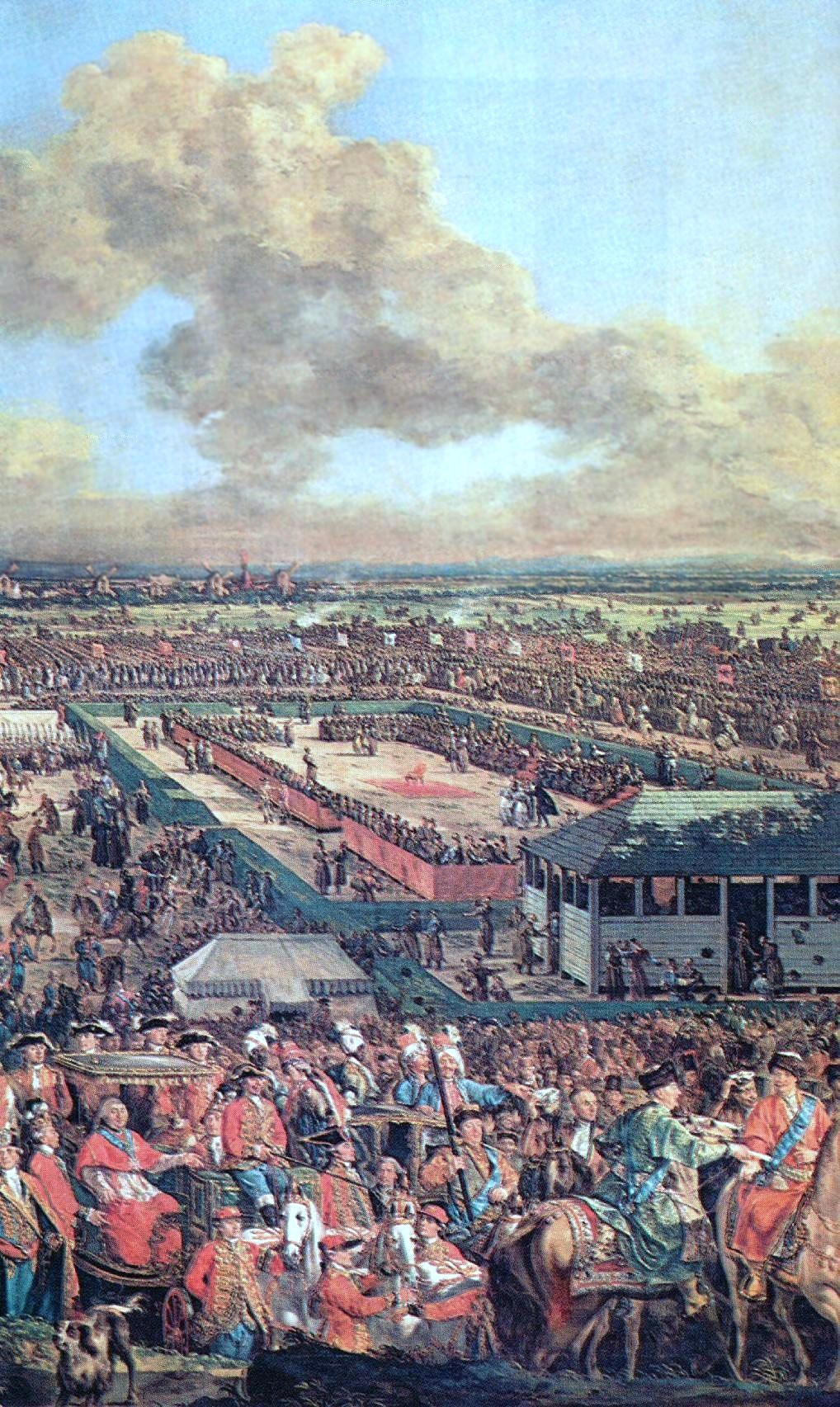
Stanisław August del 1764 elezioni come re, raffigurato da Bernardo Bellotto

Alla morte di Augusto III nell'ottobre 1763, cominciarono ad essere esercitate delle pressioni sia interne che straniere per l'elezione del nuovo monarca. Caterina, sostenitrice di Poniatowski, fece uscire dalle casse imperiali circa 2,5 milioni di rubli, finalizzati ad assicurarsi l'elezione tramite tangenti o altri metodi persuasivi più o meno delicati. Poiché i sostenitori e gli oppositori di Poniatowski diedero vita a lotte anche violente tra di loro che provocarono delle vittime, invero una triste pratica in voga in ogni elezione avvenuta in Polonia-Lituania da quando tale meccanismo esistette, San Pietroburgo si sentì giustificato a schierare l'esercito russo a pochi chilometri dal Sejm elettivo, ovvero la riunione finalizzata a nominare il re e consumatasi a Wola, vicino a Varsavia. Alla fine, prevalse la corrente di chi giudicava Poniatowski un personaggio brillante, poiché, all'epoca 32enne, aveva pur sempre grandi conoscenze, un indiscusso talento per le lingue e una vasta conoscenza della diplomazia e della teoria dello stato. Si spiega così (e anche per il timore di certo patito dei russi) l'unanimità dei voti in suo favore nella sessione tenutasi tra il 6 e il 7 novembre 1764 (5.584 favorevoli). Dopo aver giurato, come da tradizione, sui pacta conventa il 13 novembre, il 25 ebbe luogo la sua incoronazione formale a Varsavia. Gli "zii" del nuovo re nella Familia preferivano però sul trono un altro nipote, il principe Adam Kazimierz Czartoryski, dipinto da uno dei suoi contemporanei come "débauché, si non dévoyé" (francese: "debosciato se non depravato"), ma questi aveva rifiutato di candidarsi.

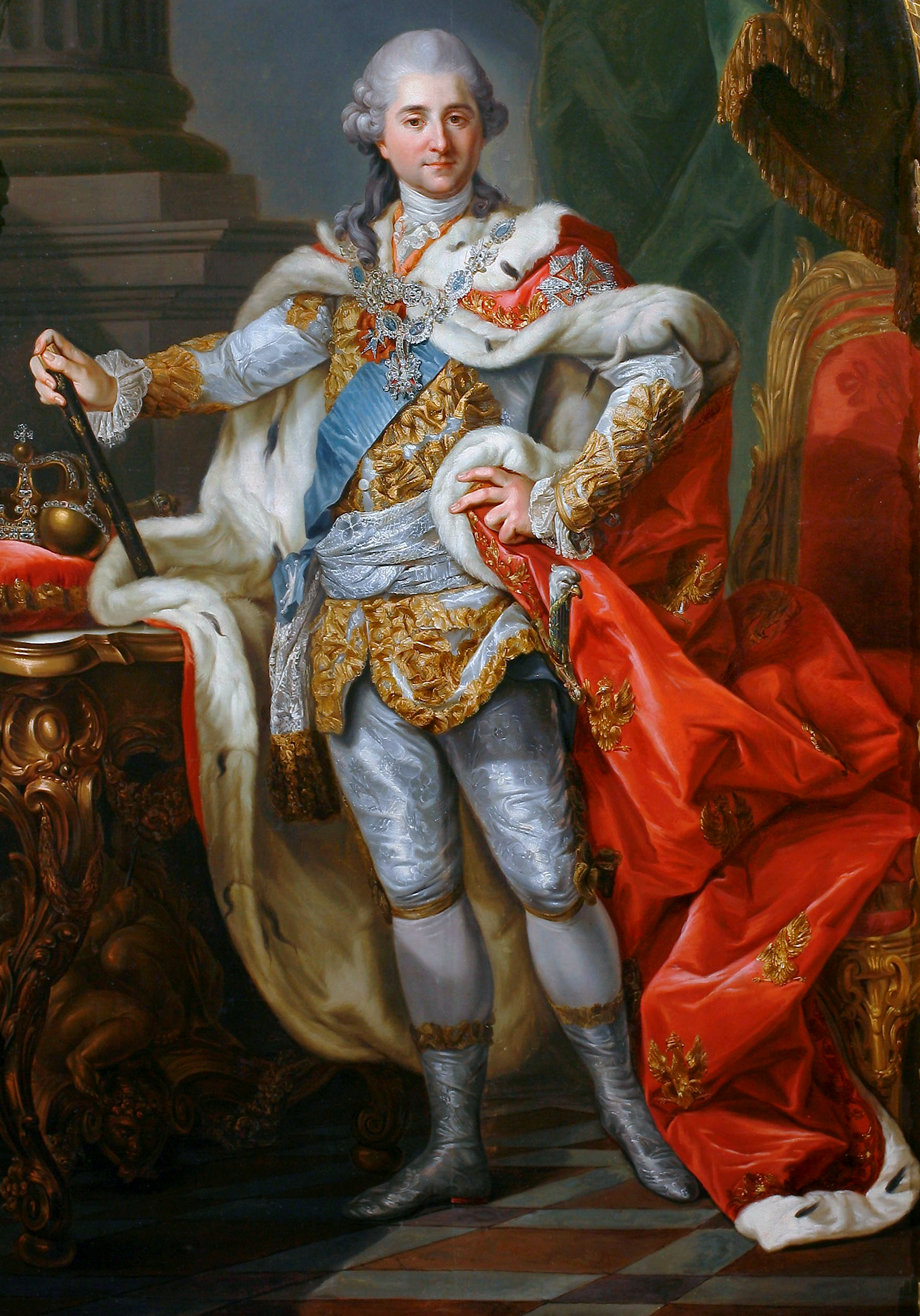
Ritratto di re Stanislao II Augusto di Polonia con l'abito dell'incoronazione di Marcello Bacciarelli nel 1764. Il dipinto è oggi conservato nel castello reale di Varsavia

"Stanislao Augusto", come si definì una volta al potere combinando i nomi dei suoi due immediati predecessori, inaugurò il suo governo con un parco appoggio alle spalle, proveniente soprattutto dalla piccola nobiltà, che più di ogni fascia aristocratica ne aveva favorito la nomina. Nei suoi primi anni al trono tentò di introdurre una serie di riforme, tra cui spiccava la costituzione della Scuola dei cavalieri (alias Corpo dei Cadetti, la prima scuola statale nella Confederazione), e di un efficiente servizio diplomatico, il quale fosse in grado, tramite rappresentanti semi-permanenti, di agire in tutta Europa, Russia e Impero ottomano. Il 7 maggio 1765, Poniatowski istituì l'Ordine dei Cavalieri di San Stanislao, in onore di Stanislao di Cracovia, vescovo e martire, patrono della Polonia oltre che di se stesso, come secondo ordine cavalleresco, per premiare polacco-lituani e stranieri nel caso in cui fosse stato eseguito un atto degno di nota a giudizio della corona. Insieme alla Familia, tentò di modificare l'inefficace sistema di governo, riducendo i poteri degli etmani (principali comandanti militari) e dei tesorieri e trasferendoli a commissioni elette dal Sejm direttamente responsabili nei confronti del re. Nelle sue memorie, Poniatowski definì questo periodo di particolare stacanovismo ed entusiasmo gli "anni della speranza". Ad ogni modo, la fazione che ne aveva appoggiato l'insediamento, essendo interessata a rafforzare la propria base di potere, si dimostrava insoddisfatta per via dell'atteggiamento conciliante del monarca: tale dissenso permise di raccogliere ulteriori seguaci alla corrente della Familia. Questa difficile coesistenza tra Poniatowski e il partito che lo aveva acclamato, il quale si aspettava di trovarsi di fronte a un fantoccio facilmente condizionabile, continuò per quasi tutto il primo decennio della sua amministrazione. Uno dei punti di frizione tra Poniatowski e la Familia riguardava i diritti delle minoranze religiose in Polonia, con il primo che, in modo indefesso, perseguì una politica di tolleranza religiosa, al contrario di quanto agognava la Familia. La crescente frattura andò sfruttata dai russi, che usarono la questione quale pretesto per intervenire nella politica interna della Confederazione e destabilizzare il Paese. Caterina, anch'essa convinta di trovarsi di fronte a un personaggio malleabile e sorpresa invece in negativo dall'intraprendenza di Stanislao una volta al trono, non voleva che la ventata di progetti realizzati e in cantiere di Poniatowski avesse successo: la convinzione a cui era giunta la zarina al momento della nomina del nuovo monarca era che la Russia potesse guardare alla Lituania-Polonia come un proprio protettorato.

#### La confederazione di Bar e la prima spartizione della Polonia

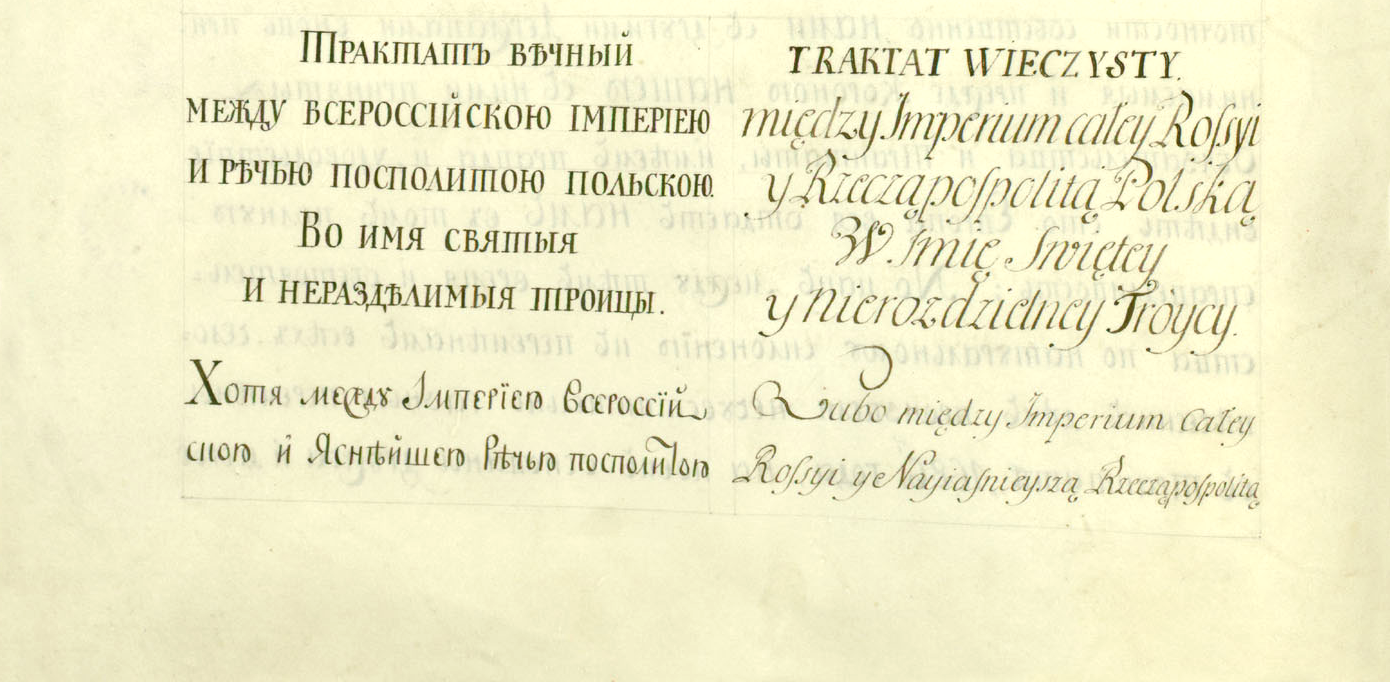
Trattato di amicizia perpetua tra l'impero russo e la confederazione polacco-lituana del anno 1768

I picchi di tensione raggiunsero lo zenit nel 1766: durante la sessione del Sejm nell'ottobre di quell'anno, Poniatowski tentò di far passare una riforma radicale limitando la disastrosa pratica del liberum veto, attraverso cui anche un solo membro del parlamento, col proprio dissenso, poteva bloccare l'iter legislativo. Trovò in quell'occasione l'opposizione dei conservatori, tra cui figurava pure l'influente diplomatico e scrittore Michał Wielhorski, che a loro volta venivano sostenuti dagli ambasciatori di Prussia e Russia e che minacciavano di scatenare una guerra nel caso in cui la bozza legislativa fosse stata approvata. Un gruppo di dissidenti, con il placet e le simpatie dei russi, si riunì nella confederazione di Radom. Giudicate da allora con sospetto dalla Familia, le riforme di Poniatowski non riuscirono a passare al Sejm di Repnin, dal nome dell'ambasciatore russo Nikolaj Repnin, che promise di garantire con ogni mezzo la prosecuzione della libertà dorata della nobiltà polacca così come delineata dai privilegi indicati nelle cosiddette Leggi Cardinali.
Nonostante avesse abbandonato la causa delle riforme di Poniatowski, la Familia non ricevette l'appoggio che si aspettava dai russi che continuarono a premere per i diritti dei conservatori. Nel frattempo, altre fazioni aderirono ai proclami anti-monarchici della confederazione di Bar (anche detta konfederacja degli avvocati), sorta per promuovere ideali che in sostanza apparivano contrari al conservatorismo, a Poniatowski e all'ingerenza dei russi. Dopo un tentativo fallito di ricercare consensi e aiuti in Europa occidentale, nello specifico in Francia, Inghilterra e Austria, Stanislao II Augusto e la Familia non ebbero altra scelta che affidarsi maggiormente all'Impero russo, il quale, secondo i dettami precedentemente indicati dalla zarina, trattò la Polonia alla stregua di un protettorato. Nella guerra scatenatasi contro la confederazione di Bar (1768-1772), Stanislao II Augusto sostenne la repressione dei dissidenti da parte dell'esercito russo. Nel 1770, il Consiglio della konfederacja degli avvocati lo proclamò detronizzato e, l'anno successivo, si riuscì persino a rapire il monarca, detenendolo per un breve arco di tempo nelle campagne di Varsavia prima che questi riuscisse a darsi alla macchia. Constatata la continua debolezza di Varsavia, l'Austria, la Russia e la Prussia si dichiararono pronte a intervenire militarmente qualora non fossero state loro concesse varie porzioni di territorio in mano alla Polonia-Lituania: la decisione fu assunta senza consultare Poniatowski o altri partiti polacchi.

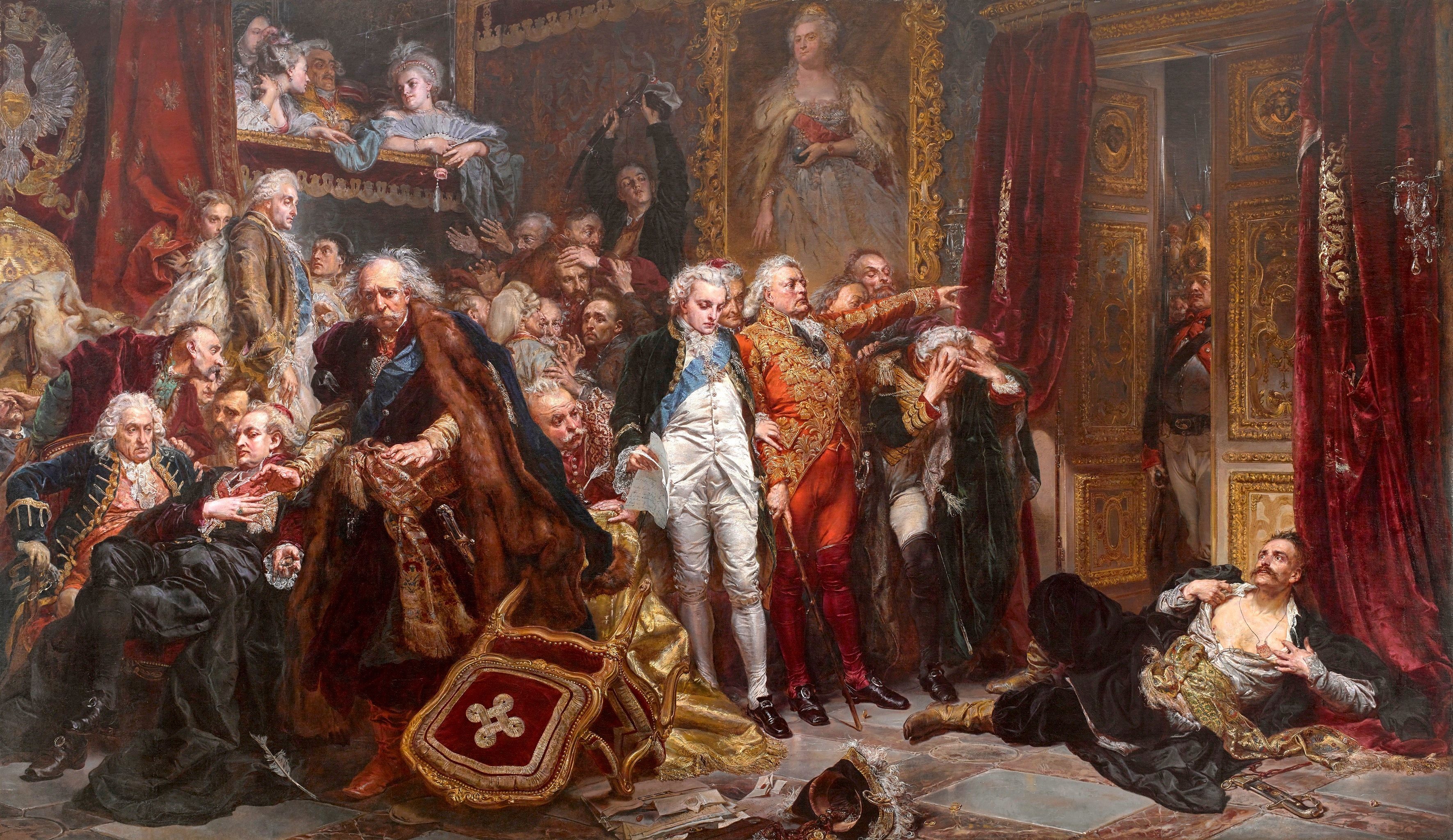
Il deputato e szlachcic di Nowogrod, Tadeusz Rejtan, steso sul pavimento davanti alla porta della Sala dei Deputati, blocca con il proprio corpo il passaggio ai deputati che vanno a firmare l'atto della prima spartizione della Polonia, esclamando: "Uccidete me, ma non uccidete la Patria!". Con la mano puntata verso la porta, il maresciallo del Sejm Michał Poniński. Più in fondo, a sinistra e in piedi, Stanislao II Augusto Poniatowski. Dal balcone osserva tutta la scena l'ambasciatore russo Repnin. Rejtan - la caduta della Polonia, olio su tela di Jan Matejko (1866), castello reale di Varsavia

Malgrado le obiezioni presentate da Poniatowski contro la spartizione del 1772, la sua nazione poteva di fatto fare ben poco per opporvisi e accarezzò l'ipotesi, salvo poi scartarla, di abdicare. Durante il cosiddetto Sejm della spartizione del 1773-1775, in cui la Russia fu rappresentata dall'ambasciatore Otto von Stackelberg, in virtù del fatto che non si fosse palesata nessuna assistenza alleata proveniente dall'estero e con gli eserciti delle potenze divisorie che occuparono Varsavia affinché si costringesse con la forza la dieta a deliberare, si formalizzò la cessione dei territori perduti e la sottoscrizione del "trattato di spartizione". In contemporanea, si approvarono diverse altre riforme, benché le Leggi Cardinali fossero state in quella sede confermate e garantite dalle tre nazioni contigue. Le prerogative regali subirono un ridimensionamento, sicché il re perse la facoltà di conferire ruoli titolari, effettuare promozioni militari e nominare ministri e senatori. Le unità amministrative paragonabili alle moderne province, le starostwo (in lituano seniūnija) mentre le città regie e le terre della corona sarebbero state invece aggiudicate all'asta al migliore offerente per 50 anni. In quell'occasione, il parlamento plasmò però due istituzioni degne di nota: il Consiglio permanente, un organismo governativo in continuo funzionamento, e la Commissione per l'istruzione nazionale (Komisja Edukacji Narodowej), il primo ministero dell'istruzione al mondo. Austria, Russia e Prussia avevano tutto l'interesse a preservare l'"anarchia" in cui versava il parlamento polacco e, in più, tutte e tre tentarono di imporre la propria influenza nei palazzi del potere; la seconda fu la nazione che più di ogni altra fece avvertire il proprio peso, tanto da arrivare a impedire in vari casi l'adozione di nuovi provvedimenti qualora ledessero gli interessi di Pietroburgo. Nonostante le siffatte premesse, vari esponenti dell'esecutivo cominciarono gradualmente a convincersi della necessità di ammodernare la propria nazione.
Le conseguenze del Sejm della spartizione videro l'ascesa di una fazione conservatrice contraria al Consiglio permanente, in quanto considerato una minaccia alle loro libertà dorate. Il gruppo si poteva avvalere del sostegno della famiglia Czartoryski, ma non di Poniatowski, che si dimostrò abbastanza abile nell'impedire al Consiglio deliberante di cedere alle pressioni esterne. Il sinuoso comportamento che dovette adottare Stanislao II Augusto per permettere la prosecuzione delle attività di riforma, ora più diplomatico, ora più risoluto, portò alla formazione di nuove ali pro e anti-monarchiche. La fazione reale era composta principalmente da persone in debito con il sovrano, che immaginavano di programmare la loro carriera al servizio di lui: pochi erano a conoscenza dei suoi propositi di rinnovamento, che furono accortamente celati all'opposizione conservatrice e alla Russia. Il re ottenne una vittoria politica durante il Sejm del 1776, riuscendo a rafforzare ulteriormente la posizione del consiglio: sulla scia dell'entusiasmo, Stanislao II Augusto incaricò il cancelliere Andrzej Zamoyski di realizzare un testo codicistico della legge polacca e la bozza di tale progetto divenne nota come codice Zamoyski. La Russia sostenne alcune (dunque non tutte) delle riforme emesse nel 1776 e, per evitare che Poniatowski diventasse troppo potente, sostenne l'opposizione durante il Sejm del 1778. Una simile presa di posizione segnò la fine della stagione delle riforme, lasciando la corona senza i sostenitori necessari che potessero affiancarla.

#### Il Grande Sejm e la Costituzione del 3 maggio 1791

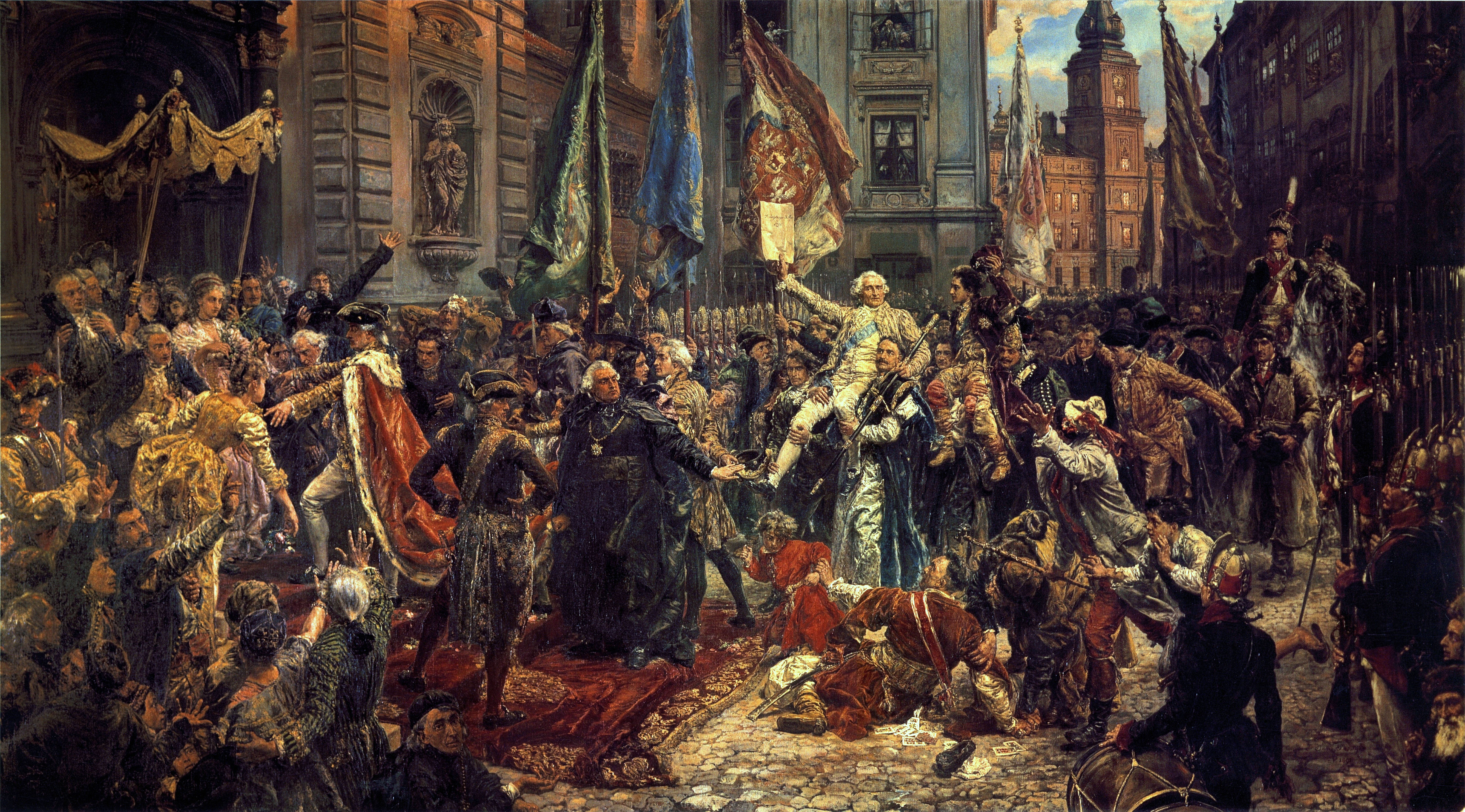
Costituzione del 3 maggio 1791, di Matejko, 1891

Nel 1780, Caterina sembrò favorire marginalmente Poniatowski rispetto all'opposizione, senza però mai sostenere con trasporto una qualche riforma significativa. Nonostante i suoi ripetuti tentativi, Stanislao II Augusto non riuscì a confederare il sejm, procedura che avveniva in casi di urgenza e necessità e che avrebbe permesso di stroncare sul nascere l'ipotesi di proporre il liberum veto. Così, pur disponendo della maggioranza, non si riuscì a far passare nemmeno la meno decisiva delle riforme: il codice Zamoyski si arenò con il veto nel 1780 e gli attacchi dell'opposizione al re fecero da padroni nel Sejm del 1782 e del 1786.
Un'opportunità di rinnovamento si verificò durante il "Grande Sejm", chiamato anche Sejm dei quattro anni, del 1788-1792, iniziato il 6 ottobre 1788 con 181 deputati. Gli eventi mondiali contemporanei sembravano essere stati favorevoli ai riformatori: Russia e Austria entrarono infatti in guerra contro l'Impero ottomano, e la prima si trovò a combattere contemporaneamente anche con gli svedesi tra 1788 e 1790. Una nuova alleanza tra la Polonia-Lituania e la Prussia sembrava fornire sicurezza contro l'intervento russo, tanto che Stanislao Augusto si avvicinò agli esponenti della fazione patriottica, in cui figuravano personaggi di spicco del tempo quali Stanisław Małachowski, Ignacy Potocki e Hugo Kołłątaj. Il secondo giorno, la seduta si trasformò con successo in un Sejm confederato, evitando gli intoppi sopraccitati che potevano derivare da una normale sessione.
A spiegare un simile scenario fu l'evoluzione del rapporto con lo Zarato: Caterina diede il permesso di convocare il prossimo Sejm, poiché riteneva che potesse essere utile una qualche forma di alleanza militare limitata con la Polonia in funzione anti-ottomana. L'intesa tuttavia non decollò poiché la Polonia-Lituania, che dal canto suo chiedeva determinate garanzie di azione, si trovò di fronte a un compromesso ritenuto inaccettabile e, a dirla tutta, poco gradito anche per la Russia, la quale al tempo mirava solo a far proseguire lo stato di confusione interna del suo vicino. Essendovi le condizioni favorevoli e anche grazie a una manovra politica che permise di assicurarsi una maggioranza di voti certa, il 3 maggio 1791 fu promulgata una carta costituzionale, con il re che figurava tra i coautori. La legge fondamentale introdusse riforme radicali: secondo lo studioso Jacek Jędruch, la Costituzione, nonostante le sue disposizioni liberali, si poteva classificare "al di sotto di quella francese, al di sopra della canadese, e molto più avanti rispetto ai contenuti del codice civile prussiano", malgrado "non potesse essere comparata con la Costituzione americana".
Il politologo George Sanford sottolineava come la Costituzione del 3 maggio 1791 seguisse il disegno di "una monarchia costituzionale vicina al modello inglese dell'epoca". Secondo un resoconto contemporaneo, lo stesso Poniatowski la descrisse come "fondata principalmente su quelle dell'Inghilterra e degli Stati Uniti d'America, ma evitando le colpe e gli errori di entrambi, e adattata il più possibile alle circostanze locali e particolari del paese". La Costituzione del 3 maggio conteneva varie disposizioni attuative che però non entrarono mai in vigore: comparivano tra le proposte un nuovo codice civile e penale (provvisoriamente chiamato "Codice Stanislao Augusto"). Poniatowski pianificò inoltre una riforma per migliorare la situazione di ebrei polacchi.
In politica estera, disprezzata dalla Russia, la Polonia si rivolse ad un altro potenziale alleato, la Triplice Alleanza, rappresentata sulla scena diplomatica polacca principalmente dal Regno di Prussia, che portò alla formazione dell'ultimo futile alleanza polacco-prussiana. La svolta filo-prussiana, malvista da Stanislao II Augusto, fu tuttavia anche da lui votata, accodandosi dunque alla decisione della maggioranza dei deputati del parlamento. L'approvazione della Costituzione del 3 maggio, sebbene ufficialmente applaudita da Federico Guglielmo II di Prussia, che inviò una nota di congratulazioni a Varsavia, causò ulteriore preoccupazione in Prussia. I contatti dei riformatori polacchi con la rivoluzionaria assemblea nazionale francese andarono percepiti dai vicini della Polonia come prova di una cospirazione e una minaccia per le loro monarchie assolute. Lo statista prussiano Ewald von Hertzberg espresse lucidamente i timori dei conservatori europei: "I polacchi hanno dato il colpo di grazia alla monarchia prussiana votando una costituzione", elaborando che una Confederazione forte avrebbe potuto probabilmente richiedere la restituzione delle terre che la Prussia aveva acquisito nella prima spartizione. Una volta archiviate le guerre con la Turchia e la Svezia, l'imperatrice Caterina era furiosa per l'adozione del documento, che, a suo giudizio, minacciava l'influenza russa in Polonia. Uno dei principali autori di politica estera della Russia, Aleksandr Bezborodko scriveva a seguito della stesura della carta costituzionale: "Da Varsavia sono arrivate le peggiori notizie: il re polacco è diventato quasi un sovrano".

#### La guerra contro i russi e la dissoluzione della Confederazione

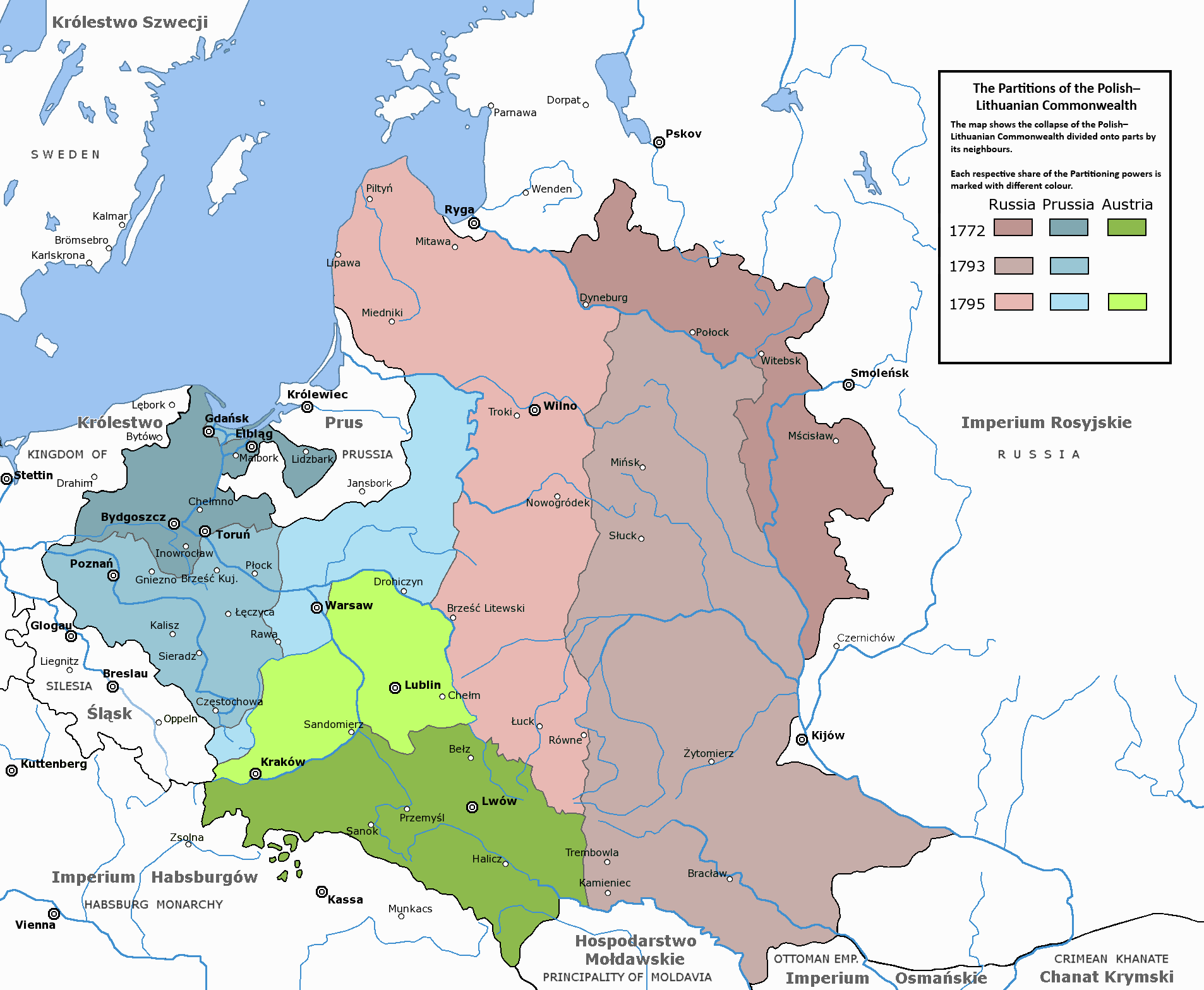
Le tre spartizioni della Polonia-Lituania: la fetta russa in viola e in granata, quella austriaca in verde e quella prussiana in blu e azzurro

Non si deve credere che la Costituzione fosse stata adottata senza dissenso interno alcuno, essendo stata anzi essa stessa promulgata in un contesto di semi-irregolarità procedurale a livello legislativo (ovvero con l'assenza di un numero consistente di partecipanti alle sedute del Sejm). I magnati che si erano opposti alla bozza di costituzione fin dall'inizio, tra cui Franciszek Ksawery Branicki, Stanisław Szczęsny Potocki, Seweryn Rzewuski, e Szymon e Józef Kossakowski, chiesero alla zarina Caterina di intervenire e ripristinare i loro privilegi (le Leggi Cardinali, provvedimenti che garantivano una serie di vantaggi inequivocabili per i più abbienti, vennero abolite nel maggio del 1791). A tal fine formarono questi magnati la confederazione di Targowica: il proclama dei membri, redatto a Pietroburgo nel gennaio 1792, criticava la costituzione per aver contribuito al "contagio delle idee democratiche" a seguito degli "esempi fatali fissati a Parigi". Si affermava inoltre che "Il parlamento [...] ha infranto tutte le leggi fondamentali, ha spazzato via tutte le libertà della nobiltà e il 3 maggio 1791 si è trasformato in una rivoluzione e in una cospirazione". I confederati dichiararono l'intenzione di superare questa rivoluzione, asserendo: "Non possiamo fare altro che rivolgerci con fiducia alla zarina Caterina, un'imperatrice distinta e giusta, nostra vicina amica e alleata", che "rispetta il bisogno di benessere della nazione e offre sempre una mano".
Il 18 maggio 1792 l'ambasciatore russo in Polonia, Yakov Bulgakov, consegnò una dichiarazione di guerra al ministro degli Esteri polacco Joachim Chreptowicz, segnando l'inizio della guerra russo-polacca del 1792, nota anche come guerra in difesa della Costituzione. Quando avvenne l'avanzata, il Sejm votò per aumentare l'esercito confederato a 100.000 uomini, ma a causa di tempo e fondi insufficienti il numero non fu mai raggiunto e andò presto abbandonato anche come obiettivo. Il re polacco e i riformatori potevano schierare solo un esercito di 37.000 unità, molte delle quali reclutate senza alcuna preparazione militare, contro i 97.000 uomini dell'armata russa che avevano alle spalle le battaglie affrontate contro gli ottomani. Il gruppo di combattenti, sotto il comando di Józef Poniatowski, nipote del monarca e a cui furono ceduti i poteri di comandante in capo che ricadevano sulla corona, e Tadeusz Kościuszko, riportò vittorie minori e tentò di resistere quanto più possibile, tentando di arrestare l'avanzata di un nemico assai più numeroso. Dopo la vittoriosa battaglia di Zieleńce, in cui le forze polacche erano comandate da suo nipote, il successo fu celebrato dal re polacco-lituano, che inviò le medaglie di nuova fattura dell'Ordine Virtuti militari per i capi della campagna e i soldati più valorosi.
Nonostante le richieste polacche, la Prussia si rifiutò di onorare i suoi obblighi di alleanza in quanto già impegnata ad assistere l'Austria in uno scontro con la Francia. Alla fine, la superiorità dei russi si rivelò troppo grande e le truppe riuscirono ad avanzare nonostante le richieste di Stanislao II Augusto di giungere a negoziati con la fazione avversa. Quando la linea del fronte continuava incessante a spostarsi verso ovest e nel luglio 1792 Varsavia appariva minacciata di assedio dai russi, il re giunse a credere che la vittoria fosse impossibile contro un nemico numericamente superiore, e la resa, prima esclusa come ipotesi, si presentava come unica alternativa alla sconfitta senza condizioni. Dopo aver ricevuto assicurazioni dall'ambasciatore russo Yakov Bulgakov che non si sarebbero verificati cambiamenti territoriali, sui dodici voti da esprimere da parte del gabinetto dei Guardiani delle leggi in merito alla conclusione del conflitto otto apparivano favorevoli alla resa. Il 24 luglio 1792, re Stanislao Augusto Poniatowski si unì alla Confederazione di Targowica, come aveva richiesto l'imperatrice e l'esercito polacco, già compromesso in modo grave, si sfaldò.
Molti esponenti riformisti, credendo che la loro causa fosse divenuta in quel momento utopistica, si recarono di propria volontà in esilio; alcuni speravano che Stanislao Augusto sarebbe stato in grado di negoziare un compromesso accettabile con i russi, come aveva fatto in passato. Tuttavia, il re non aveva salvato la Repubblica delle Due Nazioni dall'avanzata dei nemici e nemmeno i confederati di Targowica, che governarono il paese per un breve periodo. Con loro grande sorpresa, il Sejm di Hrodna, indirizzato o comunque condizionato dalle truppe russe, diede il via a quella che sarebbe divenuta nota come seconda spartizione della Polonia. Il 23 novembre 1793 concluse le sue deliberazioni sotto costrizione, annullando la costituzione approvata due anni prima e accettando le decisioni politiche imposte da Pietroburgo. Di fronte alla sua impotenza, Poniatowski ventilò ancora una volta la via dell'abdicazione; nel frattempo provò a salvare tutte le riforme che poteva.
L'esercito polacco era ampiamente insoddisfatto della capitolazione, poiché il grosso dei comandanti la considerava prematura; l'influente Tadeusz Kościuszko, in virtù del suo passato da veterano della guerra d'indipendenza americana, il principe Józef Poniatowski e molti altri avrebbero criticato la decisione del re e alcuni, tra cui il primo della lista appena esposta, si dimisero dalle loro cariche poco dopo. Il secondo, contrario in linea di principio all'idea di esercitare violenza contro la persona del re, ipotizzò però per un certo periodo di tempo di ribellarsi agli ordini di suo zio e di condurlo con la forza, se necessario, all'accampamento militare, come suggeriva la fazione più radicale. Alla fine, cambiò idea, senza però abbandonare il partito di chi voleva proseguire le ostilità contro i russi.

### Ultimi anni

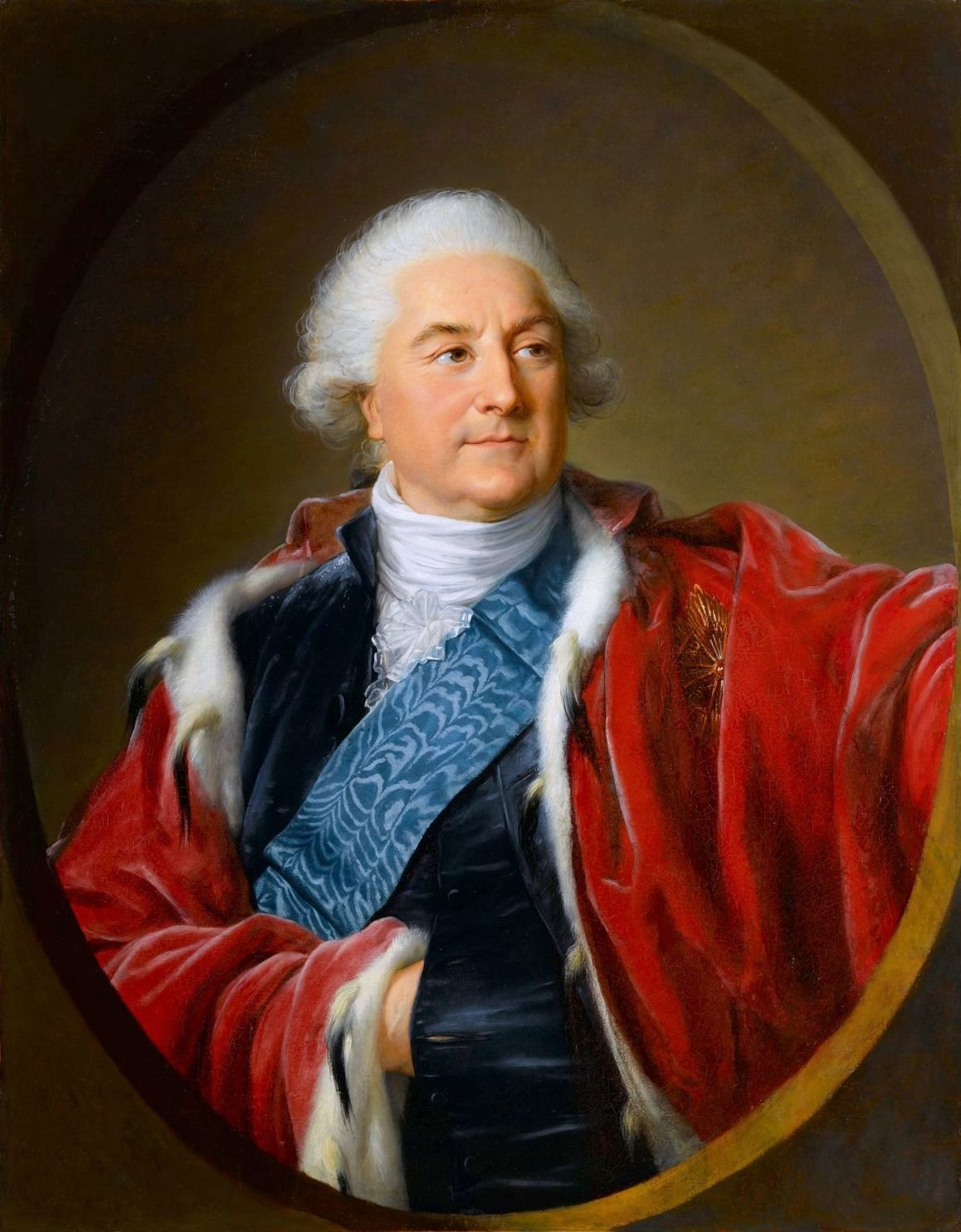
Ritratto di Élisabeth Vigée Le Brun, 1797

I piani di Poniatowski di risalire al potere senza ricorrere alla violenza furono compromessi dall'insurrezione di Kościuszko. Quando venne a sapere dei preparativi, non si dimostrò entusiasta né la incoraggiò, ma una volta esplosa, non vedendo altra scelta onorevole si dichiarò a sostegno delle ragioni dei manifestanti. La sconfitta dei ribelli coincise con la dissoluzione della Confederazione: Poniatowski cercò di governare il paese nel breve periodo successivo a seguito del fallimento dell'insurrezione, ma il 2 dicembre 1794, Caterina gli chiese di lasciare Varsavia, richiesta alla quale aderì il 7 gennaio 1795, lasciando la capitale sotto scorta militare russa e stabilendosi brevemente a Hrodna. Il 24 ottobre 1795 fu firmato l'Atto della terza spartizione della Polonia e, un mese e un giorno dopo, verso la fine di novembre, Poniatowski sottoscrisse la sua abdicazione. Secondo quanto riferito, sua sorella, Ludwika Maria Zamoyska e la figlia di quest'ultima, sua nipote prediletta, Urszula Zamoyska, che era stata minacciata di confisca dei loro beni, avevano contribuito a persuaderlo a firmare l'abdicazione: le nobildonne temevano che il suo rifiuto avrebbe portato all'espropriazione russa delle loro proprietà e la conseguente rovina.
Caterina morì il 17 novembre 1796 e gli successe al potere suo figlio, Paolo I di Russia. Il 15 febbraio 1797, Poniatowski partì per San Pietroburgo con la speranza di poter ottenere l'autorizzazione a viaggiare all'estero, ma ciò gli fu impedito. Da prigioniero di lusso nel Palazzo di Marmo di San Pietroburgo, viveva con una rendita annuale concessagli da Caterina. Nonostante i problemi finanziari, sostenne ancora alcuni dei suoi ex alleati e continuò a cercare di rappresentare la causa polacca alla corte russa, curando al contempo anche un'opera in cui raccontare le sue memorie.

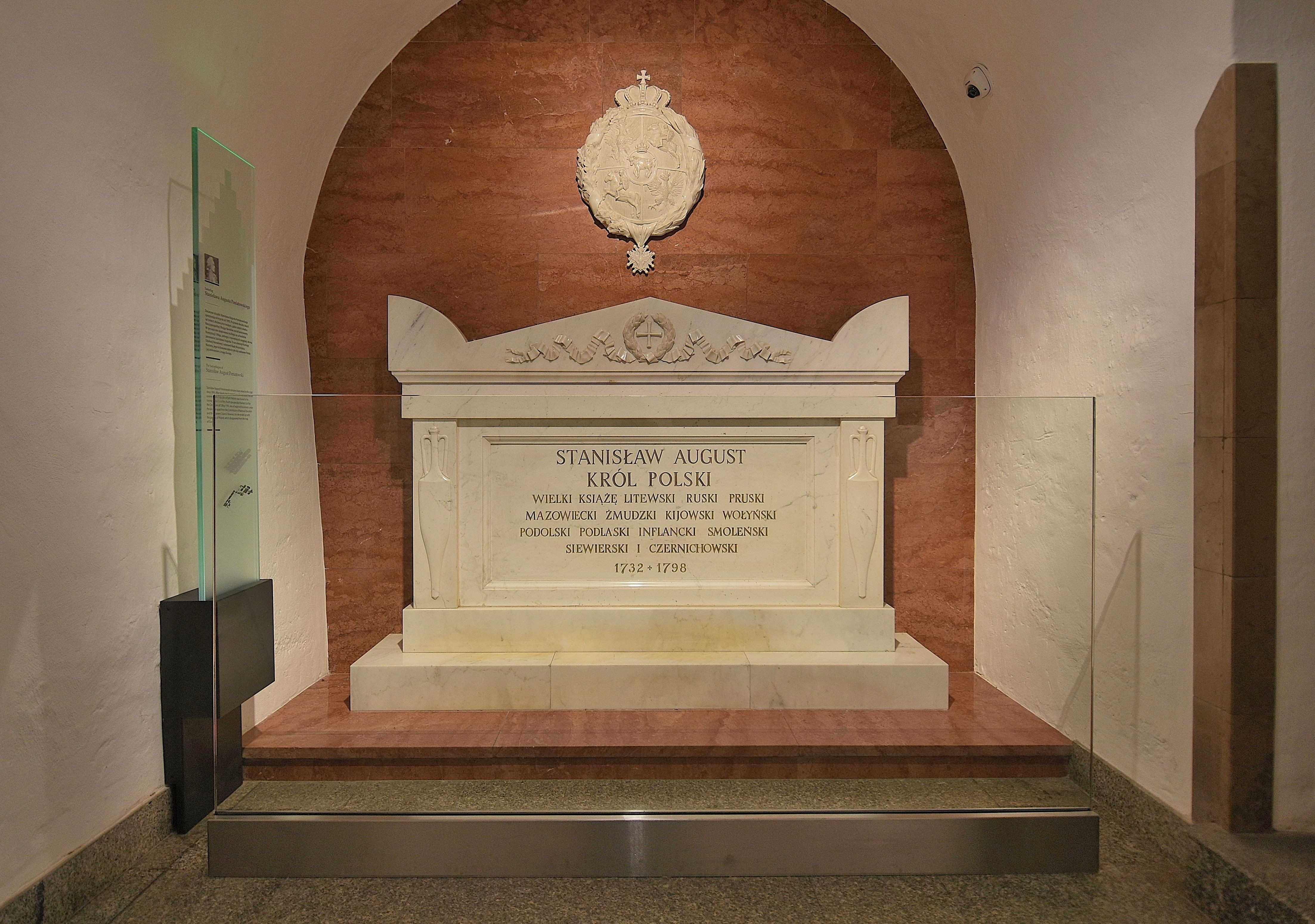
La tomba di re Stanislao nella Cattedrale di San Giovanni di Varsavia

Poniatowski morì di ictus il 12 febbraio 1798; Paolo I promosse un funerale di Stato reale e il 3 marzo fu sepolto nella chiesa cattolica di Santa Caterina a San Pietroburgo. Nel 1938, quando l'Unione Sovietica progettò di demolire la struttura, le sue spoglie furono trasferite nella Seconda Repubblica di Polonia e la salma venne sepolta in una chiesa a Wołczyn, suo luogo di nascita. Lo spostamento avvenne in gran segreto e causò polemiche in Polonia quando la questione divenne nota. Nel 1990, a causa delle cattive condizioni in cui versava la chiesa di Wołczyn (allora nella RSS Bielorussa), il suo corpo fu nuovamente riesumato e portato in Polonia, a San Giovanni a Varsavia, dove il 3 maggio 1791 aveva celebrato l'adozione della Costituzione di cui era stato coautore. Una terza cerimonia funebre si tenne il 14 febbraio 1995.

## La politica culturale
Stanislao II Augusto Poniatowski è stato definito il più importante mecenate delle arti dell'Illuminismo polacco: i suoi progetti culturali erano in sintonia con i suoi obiettivi sociopolitici di rovesciare il mito della libertà dorata e l'ideologia tradizionale del sarmatismo. Emulò infatti i salotti letterari francesi tenendo i celebri pranzi del giovedì per intellettuali e artisti, i quali erano di estrazione principalmente aristocratica. Fondatore del teatro nazionale di Varsavia, il primo del suo genere pubblico della Polonia, incoraggiò la costituzione di scuole di balletto e di danza associata. Fece ristrutturare il palazzo di Ujazdów e il castello reale a Varsavia, ed eresse l'elegante tenuta Łazienki, detta anche palazzo sul lago, oggi rientrante in un parco cittadino: la struttura estrinsecherebbe in alcuni suoi tratti e caratteristiche esoterici la sua appartenenza alla massoneria, organizzazione assai in voga nella Polonia del Settecento. Si dedicò profondamente ai dettagli dei progetti della sua architettura e il suo stile eclettico fu soprannominato, senza troppa fantasia, "alla Stanislao Augusto" dallo storico dell'arte polacco Władysław Tatarkiewicz. Tra i principali architetti che gli furono al fianco figuravano Domenico Merlini e Jan Kammsetzer.
Fu anche mecenate di numerosi pittori: tra questi si annoveravano polacchi come suoi protetti, ovvero Anna Rajecka, Franciszek Smuglewicz, Jan Bogumił Plersch, figlio dello scultore di origini tedesche Jan Jerzy Plersch, Józef Wall e Zygmunt Vogel, nonché artisti stranieri, anche italiani, tra cui Marcello Bacciarelli e Bernardo Bellotto, oltre ai francesi Jean Pillement e Ludwik Marteau e allo svedese Per Krafft il Vecchio. Il suo seguito di scultori, guidato da André Lebrun, includeva Giacomo Monaldi, Franz Pinck e Tommaso Righi. Jan Filip Holzhaeusser fu il suo incisore di corte e disegnatore di molte medaglie commemorative. Secondo un inventario del 1795, la collezione d'arte di Stanislao Augusto, sparsa in numerosi edifici, conteneva 2.889 pezzi, tra cui opere di Rembrandt, Rubens e van Dyck. Il suo progetto di creare una grande galleria di dipinti a Varsavia venne interrotto dallo smembramento della Confederazione polacco-lituana e il grosso delle tele che aveva ordinato per esso possono oggi essere ammirate nella Dulwich Picture Gallery. Poniatowski progettò anche di fondare un'accademia di belle arti, ma alla fine ciò avvenne solo dopo la sua abdicazione e partenza dalla capitale polacca.
Poniatowski fece molto nel campo dell'istruzione e della letteratura. Assieme alle già citate Scuola di cavalleria, chiamata anche "Corpo dei cadetti", che funzionò dal 1765 al 1794 e tra gli alunni figurava pure Tadeusz Kościuszko, e Commissione dell'Istruzione Nazionale, considerata il primo Ministero dell'Istruzione del mondo, nel 1765 contribuì a fondare il Monitor, uno dei primi quotidiani polacchi e il principale periodico dell'Illuminismo polacco e incoraggiando la pubblicazione di vari articoli. Tra scrittori e poeti che ricevettero il suo patrocinio vi erano Stanisław Trembecki, Franciszek Salezy Jezierski, Franciszek Bohomolec e Franciszek Zabłocki: affiancò diversi editori, tra cui Piotr Świtkowski, e proprietari di biblioteche, come ad esempio Józef Lex.

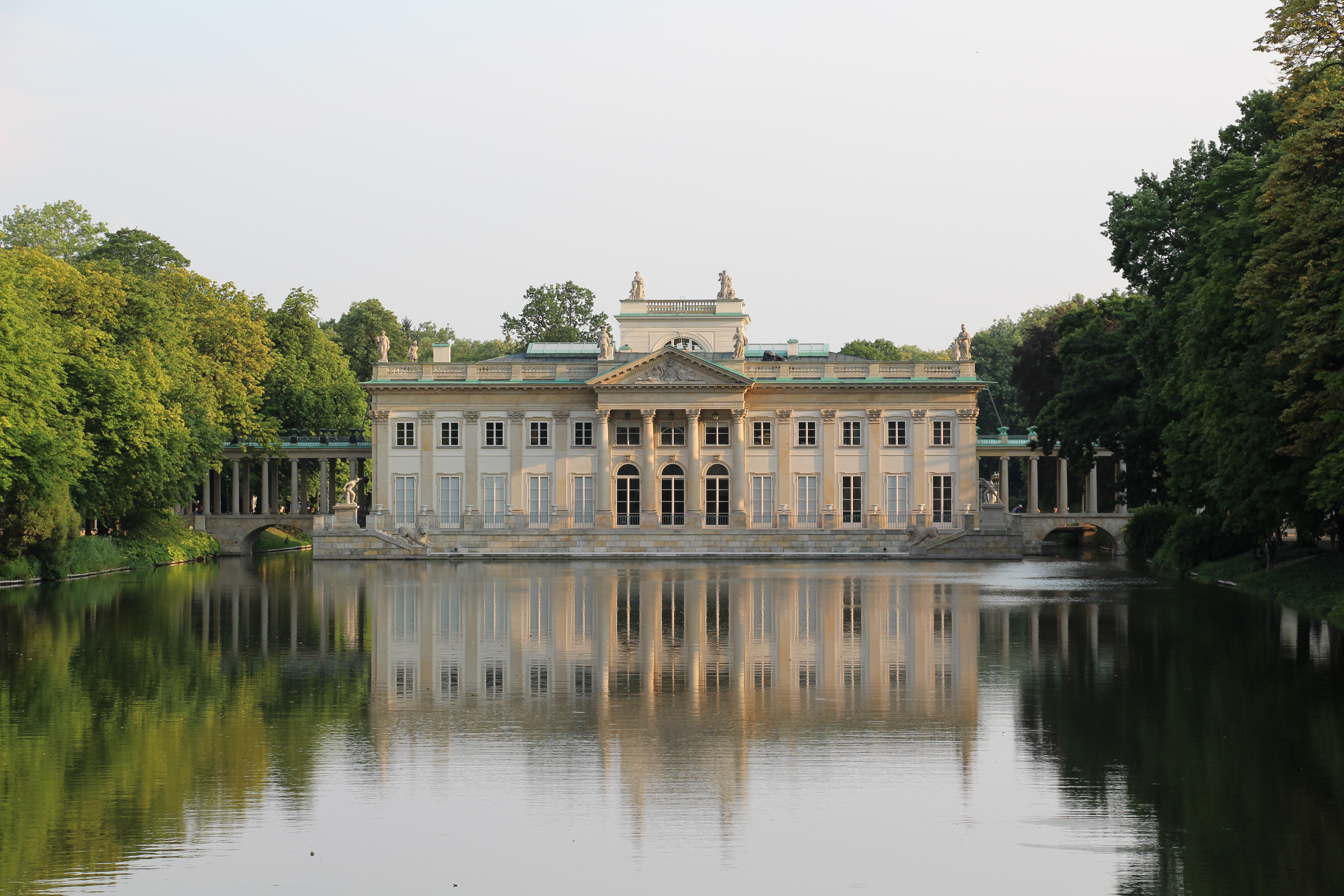
Il palazzo sull'isola, realizzato secondo i canoni del classicismo (e pare anche dell'esoterismo) durante il dominio di Stanislao II Augusto

Stanislao non trascurò nemmeno le scienze, in particolare la cartografia, tanto da assumere un esperto di mappe che operasse per lui, Karol de Perthees, ancor prima di essere eletto re. Il progetto che aveva avviato di disegnare l'intero territorio confederato, tuttavia, non venne mai portato a termine. Al castello reale di Varsavia, allestì un osservatorio astronomico e sostenne gli astronomi Jan Śniadecki e Marcin Odlanicki Poczobutt. Promosse altresì studi storici, tra cui la raccolta, la catalogazione e la copia di manoscritti antichi, incoraggiando pure la pubblicazione di biografie di famosi personaggi polacchi del passato e tele e sculture a loro dedicate.
Per i suoi contributi alle arti e alle scienze, Poniatowski ricevette nel 1766 il titolo di membro della Royal Society, divenendo il primo al di fuori dei reali britannici. Nel 1778 fu insignito della borsa di studio dell'Accademia delle scienze di San Pietroburgo e nel 1791 dell'Accademia delle scienze di Berlino.
Si batté altresì per lo sviluppo dell'industria e della produzione, settori in cui la Confederazione era rimasta indietro rispetto alla maggior parte dell'Europa occidentale. Tra i campi in cui tentò di operare vi era la produzione di cannoni, di armi da fuoco e l'industria mineraria.
Lo stesso Poniatowski lasciò ai posteri diverse opere letterarie: considerato un discreto oratore e un abile conversatore, le sue memorie, alcuni opuscoli politici e discorsi registrati dal Sejm.

## Giudizio storiografico
Re Stanislao Augusto rimane una figura controversa, essendo stata criticata nella storiografia polacca, in maniera anche accesa, tra gli altri, da autori come Szymon Askenazy (1865-1935), Joachim Lelewel (1786-1861), Jerzy Łojek (1932-1986), Andrzej Zahorski e Tadeusz Korzon (1832-1918). Opinioni più neutre o positive sono state invece espresse da Paweł Jasienica (1909-1970), Walerian Kalinka (1826-1866), Władysław Konopczyński (1880-1952), Stanisław Mackiewicz (1896-1966) ed Emanuel Rostworowski (1923-1989).

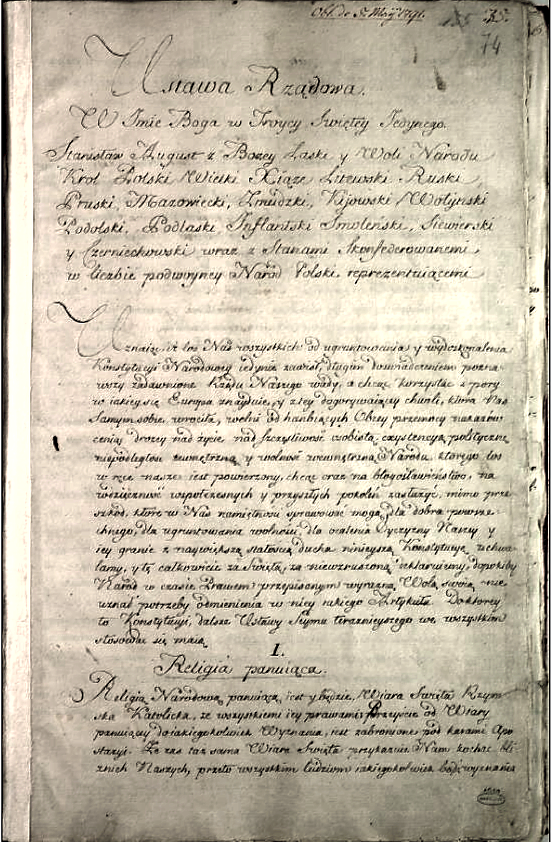
Prima pagina del manoscritto originale della costituzione polacca di maggio: la data del 3 maggio 1791 è indicata in alto a destra

Una volta nominato al trono, fu visto da molti semplicemente come uno "strumento per destituire gli inetti Sassoni dal trono di Polonia"; tuttavia, asserisce lo storico britannico Norman Davies, "si rivelò essere un ardente patriota e un convinto riformatore". Eppure, secondo molti, le sue riforme non andarono abbastanza lontano, generando accuse che lo definivano un personaggio eccessivamente cauto, persino indeciso, un errore poi da lui stesso ammesso. La sua decisione di affidarsi alla Russia è stata sovente oggetto di giudizi negativi: Poniatowski la vedeva come un "male minore", essendo essa stessa disposta a sostenere l'"indipendenza" fittizia di una Polonia debole all'interno della sfera di influenza russa. Contrariamente a quanto immaginava, la Russia preferì imporre le spartizioni della Polonia, anche se solo dopo che si adottarono delle sensibili riforme interne. Fu accusato da altri di debolezza e servilismo, addirittura di tradimento, specialmente negli anni successivi alla seconda spartizione. Durante l'insurrezione di Kościuszko, giravano voci secondo cui i giacobini polacchi stessero pianificando un colpo di Stato e l'assassinio del monarca. Un altro filone riguardò la sua presunta mala gestione finanziaria: in realtà, Stanislao II Augusto aveva poche ricchezze personali e il grosso delle sue entrate proveniva dalle terre delle corone e domini personali. Il suo lauto patrocinio delle arti e delle scienze si rivelò un grande salasso per il tesoro reale; sostenne inoltre numerose iniziative pubbliche e provò a utilizzare il tesoro reale per coprire le spese dell'erario quando le entrate fiscali apparivano insufficienti. Il Sejm promise più volte di compensare il suo tesoro con scarsi effetti pratici. Al di là delle ricostruzioni appena riportate, un filone minoritario di critici contemporanei lo avrebbe bollato come uno spendaccione.
Andrzej Zahorski (1923-1995), professore all'Università di Varsavia, ha pubblicato un libro relativo al giudizio storiografico su Poniatowski intitolato La disputa su Stanislao Augusto (Spór o Stanisława Augusta, Varsavia, 1988). In esso, egli annota che le opinioni variano così tanto in quanto Poniatowski fu l'ultimo re di Polonia e colui che non riuscì a salvare il paese. Un simile fallimento, unito ad alcune discutibili posizioni assunte in vita, come ad esempio la scelta di cessare la guerra con la Russia nel 1792, spianando la strada alla seconda frammentazione della Polonia-Lituania, lo resero un comodo capro espiatorio per molti. Zahorski sostiene inoltre che Poniatowski abbia commesso l'errore di unirsi alla confederazione di Targowica: malgrado volesse preservare l'integrità dello stato polacco, era troppo tardi per seguire questa lista e riuscì invece soltanto a cementare il danno alla propria reputazione per i secoli successivi.

## Ascendenza
|                                  |                       |                                  | Genitori             |  |  | Nonni                  |  |  | Bisnonni        |  |
|                                  |                       |                                  |                      |  |  | Franciszek Poniatowski |  |  | Jan Poniatowski |  |
|                                  |                       |                                  |                      |  |  | Franciszek Poniatowski |  |  | Jan Poniatowski |  |
|                                  |                       | Jadwiga Maciejowska              |                      |  |  | Franciszek Poniatowski |  |  |                 |  |
| Stanisław Poniatowski            |                       |                                  |                      |  |  | Franciszek Poniatowski |  |  |                 |  |
|                                  |                       | Helena Niewiaroska               |                      |  |  |                        |  |  |                 |  |
|                                  |                       |                                  |                      |  |  |                        |  |  |                 |  |
|                                  |                       |                                  |                      |  |  |                        |  |  |                 |  |
| Stanislao II Augusto Poniatowski |                       |                                  |                      |  |  |                        |  |  |                 |  |
|                                  | Kazimierz Czartoryski | Michal Jerzy Gabriel Czartoryski |                      |  |  |                        |  |  |                 |  |
|                                  | Kazimierz Czartoryski | Michal Jerzy Gabriel Czartoryski |                      |  |  |                        |  |  |                 |  |
|                                  | Kazimierz Czartoryski | Johanna Veronika Oledzka         |                      |  |  |                        |  |  |                 |  |
| Konstancja Czartoryska           | Kazimierz Czartoryski |                                  |                      |  |  |                        |  |  |                 |  |
|                                  |                       | Izabela Morsztyn                 | Jan Andrzej Morsztyn |  |  |                        |  |  |                 |  |
|                                  |                       | Izabela Morsztyn                 | Jan Andrzej Morsztyn |  |  |                        |  |  |                 |  |
|                                  |                       | Izabela Morsztyn                 | Catherine Gordon     |  |  |                        |  |  |                 |  |
|                                  |                       | Izabela Morsztyn                 |                      |  |  |                        |  |  |                 |  |

## Famiglia
Poniatowski non si sposò mai. In gioventù, aveva amato sua cugina Elżbieta Czartoryska (1736-1816), ma suo padre August Aleksander Czartoryski disapprovava lo scenario delle nozze perché non la riteneva abbastanza influente o benestante. Qualche anno più tardi, la nobildonna celebrò le nozze con Stanisław Lubomirski. I pacta conventa firmati al momento dell'insediamento specificavano che avrebbe dovuto sposare una nobildonna polacca, anche se lui sperò sempre di sposarsi con una discendente di una qualche famiglia reale.
Al momento della sua ascesa al trono, sperava in particolare di maritare Caterina II, scrivendole il 2 novembre 1763 in un momento di personale incertezza: "Se ho desiderato il trono, è stato perché ti ho immaginato seduta su di esso". Quando lei chiarì tramite il suo inviato Rzewuski che non lo avrebbe sposato, si aprirono degli spiragli con un'arciduchessa austriaca, Maria Elisabetta d'Asburgo-Lorena. Nonostante le differenze religiose, fu suggerito un matrimonio con la principessa Sofia Albertina di Svezia (1753-1829), ma l'unione fu osteggiata dalle sue sorelle, Ludwika Maria Poniatowska e Izabella Poniatowska, e non se ne fece nulla. Il ruolo cerimoniale di regina e accompagnatrice di corte era interpretato dalla sua nipote preferita, Urszula Zamoyska.

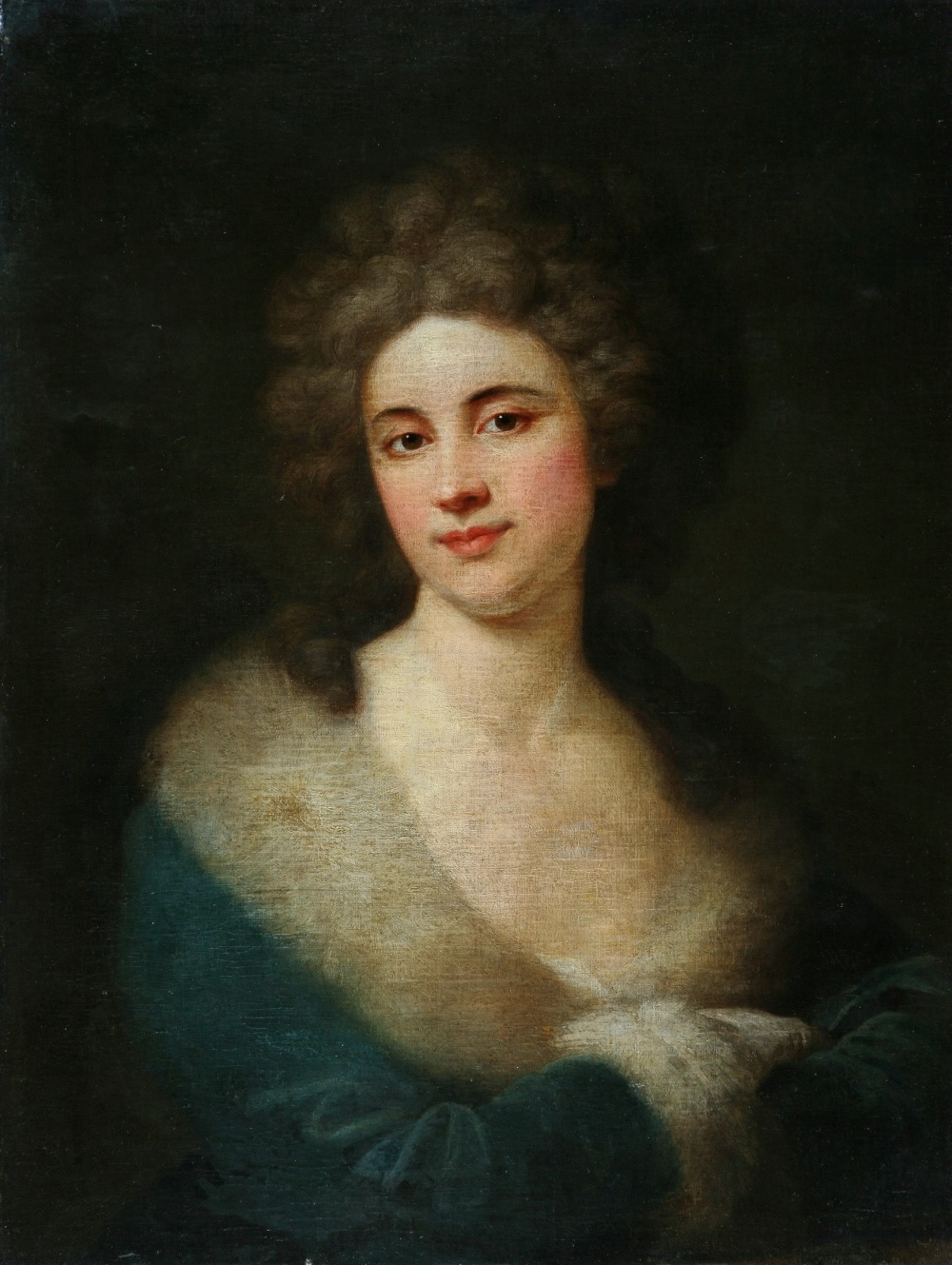
Elżbieta Szydłowska Grabowska, opera di Giovanni Battista Lampi

Alcuni storici ritengono che in seguito abbia contratto un matrimonio segreto e morganatico con Elżbieta Szydłowska (1748-1810). Tuttavia, secondo Wirydianna Fiszerowa, una contemporanea che li conosceva entrambi, la voce si diffuse solo dopo la morte di Poniatowski, fu generalmente infondata e, inoltre, fu diffusa dalla stessa Elżbieta, ragion per cui il matrimonio è considerato dai più come improbabile: si ritiene infatti che quando la nobildonna fu messa incinta per la prima volta da Poniatowski, questi imbastì il matrimonio di lei con il generale Jan Jerzy Grabowski, pur lasciandola rimanere maîtresse-en-titre. Avendo lasciato a Poniatowski, sebbene il numero sia lungi dall'essere indiscutibile, tre figli e due figlie, ovvero Konopnicy-Grabowski (1780-1845), Michał Grabowski (1773-1812), Kazimierz Grabowski (1770-?), Konstancja Grabowska e Izabela Grabowska (1776-1858), si comprende perché egli la trattò "alla stregua di una moglie vera e propria".
Ebbe diverse ulteriori amanti di un certo prestigio, tra cui Elżbieta Branicka, che agì come sua consigliera politica e finanziere, avendo pure da lei due bambini prima che i rapporti personali si deteriorassero. Con Magdalena Agnieszka Sapieżyna (1739-1780) divenne padre di Konstancja Żwanowa (1768-1810) e Michał Cichocki (1770-1828).

### Discendenza
| Nome                             | Nascita         | Morte          | Note |
| -------------------------------- | --------------- | -------------- | --- |
| Da Caterina la Grande            |                 |                | |
| Anna Petrovna                    | 9 dicembre 1757 | 8 marzo 1759   | Il suo padre legale era il marito di Caterina, Pietro III di Russia, ma la maggior parte degli storici presume che il padre biologico di Anna Petrovna fosse Poniatowski |
| Da Magdalena Agnieszka Sapieżyna |                 |                | |
| Konstancja Żwanowa               | 1768            | 1810           | Sposò Karol Żwan; nessun erede (divorziato) |
| Michał Cichocki                  | Settembre 1770  | 5 maggio 1828  | |
| Da Elżbieta Szydłowska           |                 |                | |
| Konstancja Grabowska             | ?               | ?              | Sposò Wincenty Dernałowicz. Non tutte le fonti concordano sul fatto che fosse figlia di Poniatowski                                                                      |
| Michał Grabowski                 | 1773            | 17 agosto 1812 | Brigadier generale dell'esercito del Ducato di Varsavia; morì nella battaglia di Smolensk (1812); nessun discendente                                                     |
| Izabela Grabowska                | 26 marzo 1776   | 21 maggio 1858 | Sposò Walenty Sobolewski; aveva tre figlie |
| Stanisław Grabowski              | 29 ottobre 1780 | 3 ottobre 1845 | Si sposò due volte |
| Kazimierz Grabowski              | ?               | ?              | Non tutte le fonti concordano sul fatto che fosse il figlio di Poniatowski                                                                                               |

## Nella cultura di massa

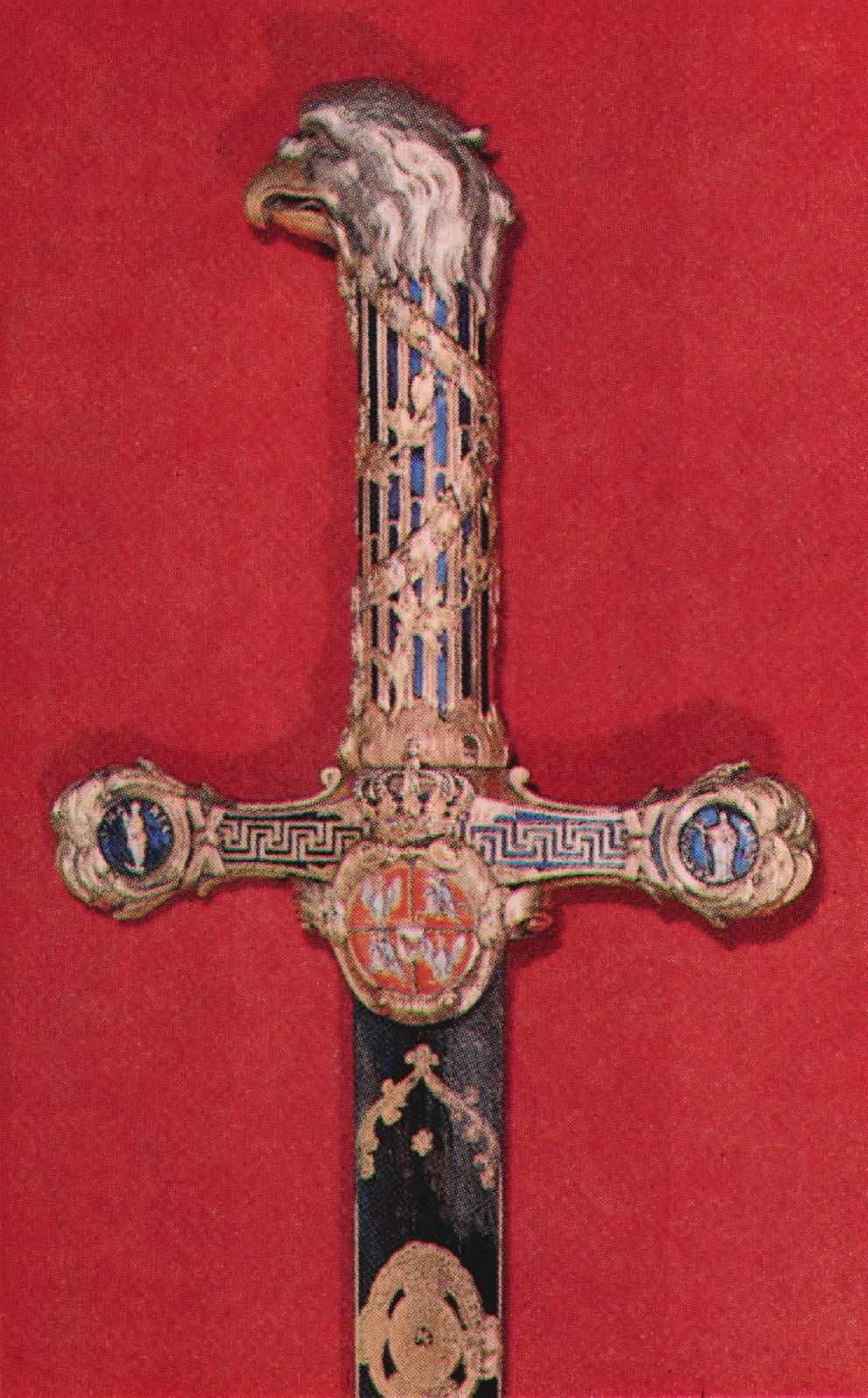
Spada cerimoniale di Stanislao II Augusto Poniatowski

Poniatowski è stato oggetto di numerose biografie e molte opere d'arte. Voltaire, che vedeva Poniatowski come un modello riformista, ha basato il suo personaggio, Teucro nell'opera Les Lois de Minos (1772) su Poniatowski. Gli sono state inoltre dedicate o fanno menzione di lui almeno 58 liriche negli ultimi secoli. Si è rivelato per esempio un personaggio importante in molte opere di Józef Ignacy Kraszewski, nella trilogia Rok 1794 di Władysław Reymont, nei romanzi di Tadeusz Łopalewski, oltre che nei drammi di Ignacy Grabowski, Tadeusz Miciński, Roman Brandstaetter e Bogdan Śmigielski. Viene citato altresì in una lunga sezione nel romanzo della scrittrice tedesca Luise Mühlbach Giuseppe II e la Sua Corte e compare nel romanzo della scozzese Jane Porter del 1803 intitolato Taddeo di Varsavia.
Ha fatto la sua comparsa anche sul piccolo e grande schermo: è stato interpretato da Wieńczysław Gliński nella pellicola 3 Maja del 1976 diretta da Grzegorz Królikiewicz. Appare inoltre nella serie TV incentrata sulla vita di Caterina la Grande Velikaya.
Poniatowski è raffigurato in numerosi ritratti, medaglie e monete. Un illustratore che si è interessato molto a lui, così come ad altri suoi conterranei, fu indubbiamente Jan Matejko, in particolare con riferimento al dipinto del 1891 chiamato Costituzione del 3 maggio 1791 e a un'altra grande tela, Rejtan; inevitabilmente, compare pure nella sua serie di ritratti di monarchi polacchi. Un busto di Poniatowski è stato svelato nel Palazzo Łazienki nel 1992 e, attualmente, un discreto numero di città in Polonia vantano strade che recano il suo nome, tra cui Cracovia e Varsavia.

## Onorificenze

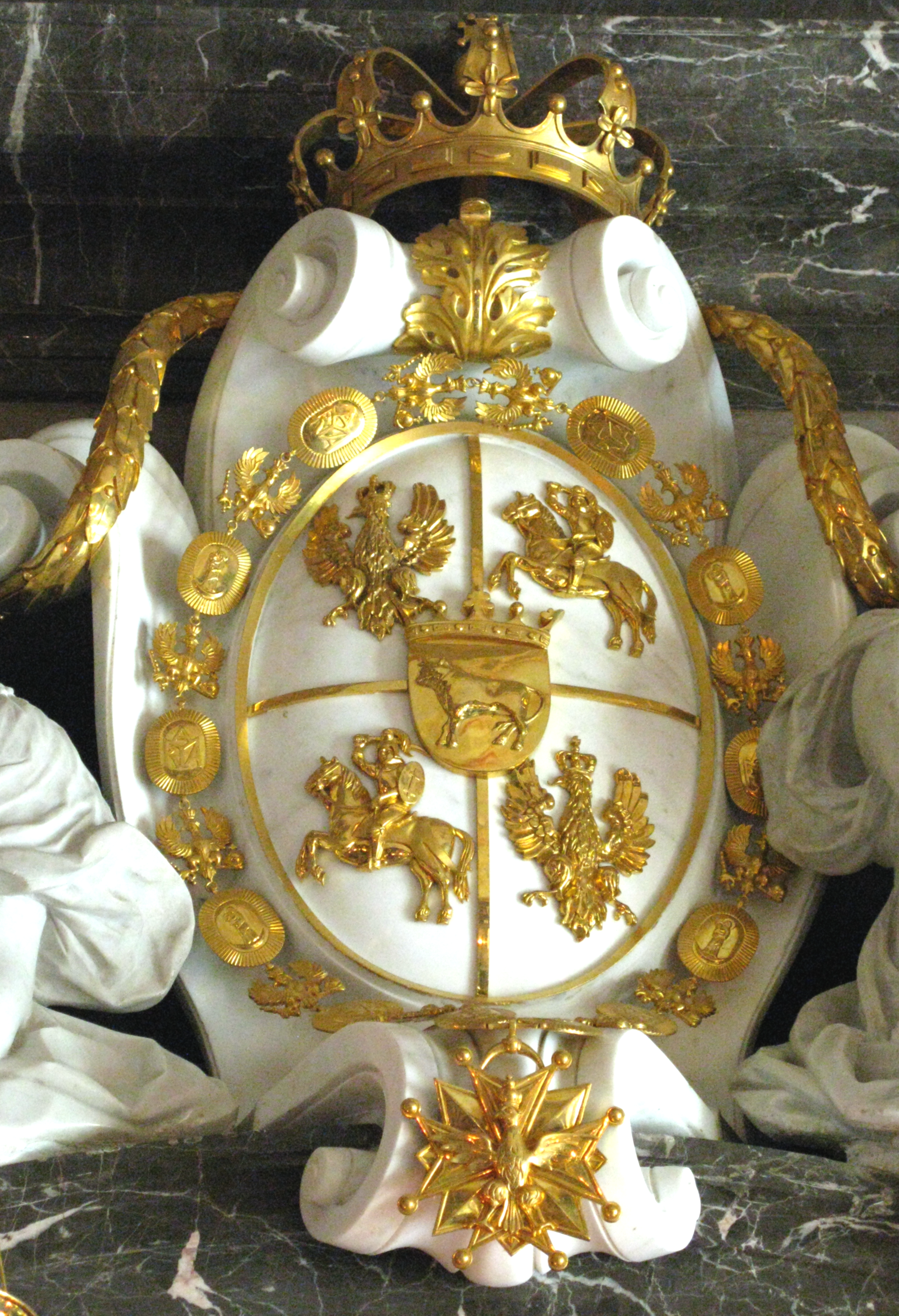
Stemma di Stanisław August Poniatowski con in basso l'insegna dell'Ordine dell'Aquila Bianca

Il titolo completo che la Costituzione del 1791 assegnava dal sovrano era "Stanislao Augusto, per grazia di Dio e per volontà del popolo, Re di Polonia, Granduca di Lituania e Duca di Rutenia, Prussia, Masovia, Samogizia, Kiev, Volinia, Podolia, Podlachia, Livonia, Smolensk, Severia e Černihiv".